# Półwiesk Duży
Półwiesk Duży – wieś w Polsce położona w województwie kujawsko-pomorskim, w powiecie rypińskim, w gminie Wąpielsk.
W latach 1975–1998 miejscowość administracyjnie należała do województwa toruńskiego. Według Narodowego Spisu Powszechnego (III 2011 r.) liczyła 67 mieszkańców. Jest trzynastą co do wielkości miejscowością gminy Wąpielsk.